# 綠肥
綠肥（green manure）是可以翻犛入土壤中作為肥料或改良土壤的植物，这包括其种子和植物本身。一般将此绿肥作物的新鲜植物体掩埋而任凭其腐烂分解，来作为大田作物的养分；例如水稻收割后种植油菜、茶园种植羽扇豆等。綠肥通常與豆科作物一起使用，為後續作物的土壤添加氮，特別是在有機農業中，但也用於傳統農業。

## 歷史
印度农民数千年来都了解綠色肥料的價值。在古希臘，農民也將蠶豆種植在土壤中。千年以前的中國農業文獻中已经指出，草地和雜草在農田中提供養分的重要性。從歐洲來的北美早期殖民者也知道这一知识。普通的殖民地綠肥作物是黑麥、蕎麥和燕麥。傳統上，將肥料併入土壤中被稱為作物輪作的休耕週期，這是為了讓土壤在收穫後恢復生育力。

## 功能
綠肥通常執行多種功能，包括土壤改良和土壤保護：
- 豆科：綠色肥料如三葉草和紫菜在根結節中含有固氮共生細菌，可以以植物可以使用的形式固定大氣氮。這是施肥的重要功能。如果需要，還可以添加動物糞便。根據種植的覆蓋作物種類，釋放到土壤中的氮含量在每英畝40至200磅之間。 在使用綠肥時，後續作物可獲得的氮的量通常在包含在綠肥中的氮總量的40-60％的範圍內。

- 綠肥主要作為土壤酸化物質，通過生成腐殖酸和乙酸來降低鹼土壤的pH值。

- 將覆土作物（cover crops）納入土壤中，可以釋放持有的綠肥中的營養物質，並將其提供給後續作物。這是由於土壤微生物豐度的增加立即來自植物材料的降解，有助於在這種新鮮的材料的分解中。這種另外的分解還允許重新摻入在土壤中以氮（N），鉀（K）， 磷（P），鈣（Ca），鎂（Mg）和硫（S）。

- 將覆蓋作物納入土壤的微生物活動導致菌絲體和粘性物質的形成，通過增加其土壤結構（即通過聚集）有利於土壤的健康。

有機質（生物量）的增加百分比提高了水滲透和保留，曝氣和其他土壤特性比非聚集土壤更容易轉動或耕作。進一步曝氣土壤結果從許多綠肥作物的根系的能力有效地滲透到緊密的土壤中。土壤中發現的腐殖質的數量也隨著分解速率的增加而增加，這有利於綠肥的作物生長。非豆科作物主要用於增加生物量。
- 一些品種的綠肥的根系統在土壤中生長較深，並為淺層作物提供營養資源。

- 雜草抑制的常見覆蓋作物功能。主要使用非豆科作物（例如蕎麥）[3] 許多綠肥作物的生根特性使其有效抑制雜草。[4]

- 當綠肥作物開花時，也提供蜜蜂為首授粉昆蟲進駐，綠肥作物也經常為捕食性有益昆蟲提供棲息地，這樣可以減少種植覆蓋作物的殺蟲劑的使用。

- 一些綠肥作物（例如冬小麥和冬季黑麥）也可用於放牧。[3]

- 選擇哪些綠肥覆蓋作物時，也會考慮到侵蝕控制。

- 有害生物管理和疾病管理。在馬鈴薯植物中黃萎病尤其減少。[5]

將綠色肥料納入農業系統可以大大減少對補充化肥和農藥等附加產品的需求。
在使用綠肥時要考慮的局限性是成功種植和利用這些覆蓋作物所需的時間、精力和資源。因此，根據不斷增長的地區和年降水量選擇綠肥作物，以確保覆蓋作物的有效生長和利用是重要的。

## 營養創造
綠肥通過消耗有機物質的異養細菌分解成植物營養成分。溫暖和濕潤有助於這一過程，類似於生產堆肥。植物物質釋放大量的二氧化碳和弱酸，與不溶性土壤礦物質反應釋放有益的營養。例如，鈣礦物質高的土壤可以被給予綠肥，以在土壤中產生較高的磷酸鹽含量，這反過來又作為肥料。
植物中碳與氮的比例是一個至關重要的因素，因為如果不正確的植物被用來製造綠肥，它會影響土壤的營養成分減少氮素。碳與氮的比例將因物種而異，並且取決於植物的年齡。該比率稱為C：N。N的值總是為1，而碳或碳水化合物的值表示為約10至90；該比例必須小於30：1，以防止糞便細菌在土壤中消耗現存的氮。
 諸如豆類，紫花苜蓿，三葉草和羽扇豆的豆類具有豐富根瘤菌的根系，通常使它們成為綠肥肥料的首選來源。

## 綠肥的局限性
綠肥管理不當或沒有額外的化學投入可能會限製作物產量。在作物種植前沒有足夠時間將綠肥混合到土壤中可能會阻止氮的流動（氮固定）。當氮氣停止流動時，就沒有足夠的養分來種植下一次作物。綠肥生長週期較短的農業系統通常效率不高。農民必須權衡綠肥的成本和生產力來確定是否合適。